# 国際マーケティング
国際マーケティング（international marketing）とはマーケティングまたは国際ビジネス活動の分野のひとつで、外国との間で行われるマーケティングである。

## 概要
- 国際マーケティングは外国との間で行われるマーケティングである。当初は主に輸出に関する国際貿易マーケティングとして展開され、現地化により多国籍マーケティングへ、さらに範囲の拡大や統一化によりグローバルマーケティングへと進化した。
- 国際化の進展にともない、日本企業の国際マーケティング活動は、輸出(国際貿易)マーケティングから多国籍マーケティングへと進化してきた。輸出マーケティングとは、工業製品の大量生産が確立し、国内市場では販売しきれない程の過剰生産能力が形成された場合、余剰商品を海外市場に向けて効果的に輸出するために遂行される企業行動を指す。
- 多国籍マーケティングでは、輸出等国際貿易に加えて、直接投資により外国に設立した現地法人等を通して海外市場にアプローチする方式を含んでいる。多国籍企業では世界中に分散立地させている複数の海外子会社（生産・販売・研究開発拠点など）の活動を有機的に組織化し、原材料・半製品・完成品の国家間移動を企業内貿易として工程化・システム化する方策が展開される。
- グローバル・マーケティングとは、地球規模で事業を展開するために国境を越え、地球全体を一つの市場と捉えて行うマーケティングのことである。現地市場への適応（現地適応化）あるいは世界標準化のために、世界規模で多数の子会社や経営・事業部署をもち、経営資源（リソース）は価格や品質、流通経路などから安全かつ最もコストのかからない地域を選んで購入し、生産は人件費や労働の質、設備の充実度などを考慮して最も生産性の高い地域で行い、販売は製品への需要や所得水準などから販売成果を推測して、その比重を決める。世界規模でこのような調整を行うことで情報や知識、経営資源を共有し、効率を上げることができる。

## 歴史
1960年代に誕生した国際マーケティングは、1970年代に誕生したソーシャル・マーケティングとともに発展し、1990年代になってグローバル・マーケティングへと発展した。

## 研究者

### 日本
学術団体については、1951年4月21日、日本商業学会が慶應義塾大学教授向井鹿松を初代会長として設立された。
- 大石芳裕（明治大学経営学部教授）
- 諸上茂登（明治大学商学部教授）
- 嶋正（日本大学商学部教授）
- 井上真里（日本大学商学部専任講師）
- 藤澤武史（関西学院大学商学部教授）
- 大東和武司（広島市立大学名誉教授）
- 近藤文男（京都大学名誉教授）
- 竹田志郎（横浜国立大学名誉教授）
- 鈴木典比古（国際基督教大学名誉教授）
- 角松正雄（元熊本学園大学学長）
- 掘出一郎（元麗沢大学国際経済学部教授）
- 山田晃久（元横浜商科大学教授）
- 山田栄作（元関東学園大学教授）
- 高井眞（関西学院大学名誉教授）
- 津田昇（元専修大学商学部教授）
- 小田部正明（テンプル大学教授）
- 齋藤雅通（立命館大学経営学部教授）
- 佐久間英俊（中央大学商学部教授）
- 江夏健一（早稲田大学名誉教授）
- 吉原英樹（神戸大学名誉教授）
- 安室憲一（兵庫県立大学名誉教授）
- 丹下博文（愛知学院大学大学院教授）
- 丸谷雄一郎（東京経済大学教授）
- 生島広治郎（元近畿大学名誉教授）
- 小坂恕（中央大学専門職大学院教授）
- 原田将（明治大学経営学部教授）
- 三浦俊彦（中央大学商学部教授）
- 鷲田祐一（一橋大学大学院経営管理研究科教授）